# 총융청

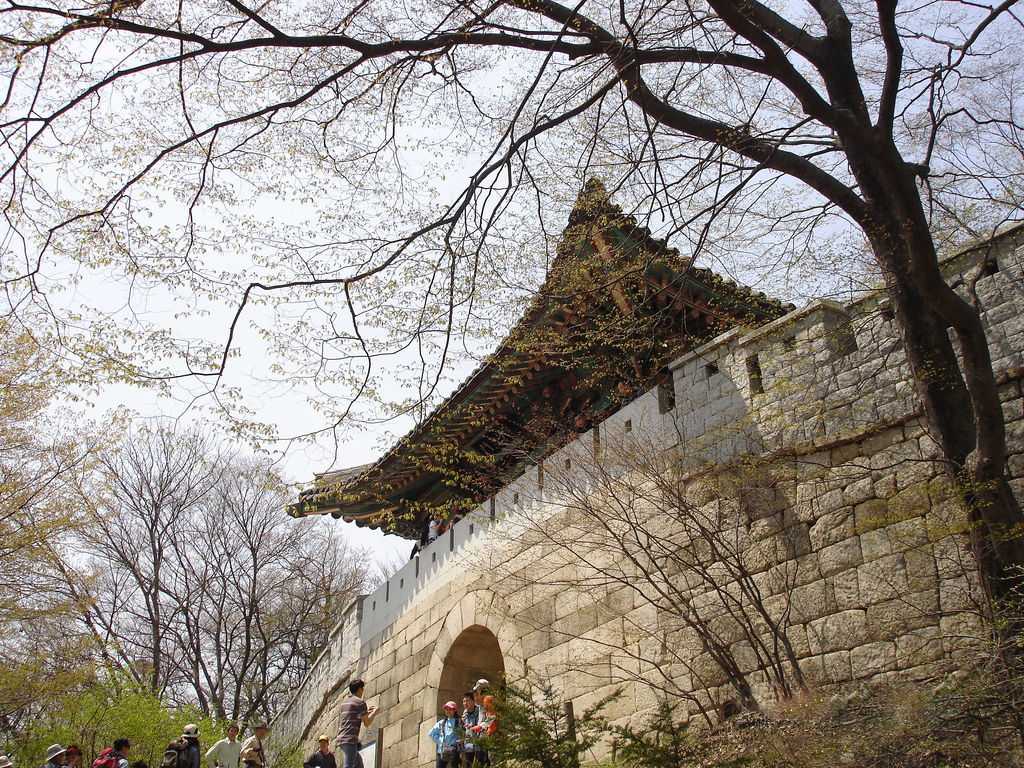
총융청이 관리하였던 북한산성

총융청(摠戎廳)은 조선 후기 서울과 경기지역을 방어하기 위해 설치된 중앙군으로 오군영의 하나이다. 1624년(인조 2년) 당시 경기감사였던 이서를 기보총융사(畿輔摠戎使)에 임명하면서 설치되었고 1884년(고종 21년) 혁파될 때까지 존속하였다.

## 배경
인조반정 이후 공신 배정에 불만을 품고 일어난 이괄의 난 여파로 인조는 공주까지 몽진하여야 하였다. 이 일로 서울 외곽의 방어 태세 정비 필요성이 부각되었다. 이후 정묘호란과 병자호란을 거치면서 도읍을 비우고 산성에 의지하는 전통적인 외적 방어대책이 근본적인 한계에 부딪히자 수도의 방어 체계 정비가 더욱 큰 과제로 다가왔다. 후금의 팔기군이 산성을 우회하여 빠르게 진격해 오는 전법을 사용하자 인조는 간신히 한강을 넘어 남한산성으로 피할 수 있었고 결국 포위되어 삼전도의 굴욕을 당하여야 하였다. 이후 조선은 임금이 도성을 버리고 몽진하는 것 보다는 북한산성과 같이 서울과 인접한 방어 기지를 세우고 대비하는 전략을 세웠다. 총융청은 창설 당시 도성 외곽 경계를 목적으로 하였으나 병자호란 이후 궁궐의 경비도 업무에 포함되었고 북한산성의 축성 이후 이의 관리도 책임지었다.

## 조직
기존에 훈련도감의 재정으로 사용되던 경기지역의 삼수미를 총융청으로 돌려 재원을 마련하였다. 총융청의 책임자는 총융사로 종2품 무관이었으며 창의문 밖에 직청이 있었다. 총융사는 예하 군영을 관할하는 한편 병조에서 중앙군의 급료 수취를 담당하던 일군색의 관리도 담당하였다.
총융청의 군사는 중앙군인 정군과 지방군인 속오군, 그리고 기병대인 별마대군으로 이루어져 있었다. 초기에는 경기지역의 수원, 양주, 남양, 광주, 장단 등에 예하 군영을 두었으나 1626년(인조 4년) 경기남부의 방어는 수어청으로 이관되었다. 설치 초기 예하에 5 영(營)을 두었으나 설치 직후 7 영 체계로 재편하였다. 설치 당시 병력 수는 대략 2만여 명이었다. 7영 12부 25사 123초로 재편된 총융청은 각 사의 중초 마다 기병인 마군을 두었다.
조선은 군역 대상자를 선정하고 번을 돌며 군역을 지게하는 방식으로 군대를 유지하였다. 군역을 지는 정병은 16세에서 60세까지의 양인 남성으로 여덟 개로 나뉜 번이 번갈아 가며 소집되어 한 번 소집되면 2 개월을 근무하는 8번 2삭상체(八番二朔相遞)로 운영되었다. 총융청을 비롯한 오군영도 징집된 병사에 대해서는 이와 같은 번 체계로 운영되었지만 훈련도감, 금위영, 어영청 등 근위대 역할이 보다 중요한 임무였던 군영은 번을 서는 상번군 보다 급료를 받고 복무하는 장번군이 주를 이루었다.
1646년(인조 24년) 총융청은 궁궐 및 도성의 수비를 담당하는 내영과 경기 일대의 수비를 담당하는 외영으로 나뉘어졌다. 내영은 다시 좌우 2부로 나뉘어 각각 13개 초를 거느렸다. 초는 조선군의 기본 편제로 대략 120-125 명의 인원으로 구성되어 있었다.
외영은 수어청 설립 후 수원, 장단, 양주의 3영제로 운영되었다. 총융청 소속의 군사에 대한 급료와 식비, 각종 비용을 정리한 《총융청사례》(摠戎廳事例)가 남아있다. 1704년(숙종 30년) 총융청의 군사 규모는 내영과 외영을 합쳐 1만 3천여 명이었고 여러 조직으로 나뉘어 있던 북한산성의 경비 책임이 총융청으로 일원화 된 1747년(영조 23년) 총융청의 최대 편재는 1만 9천1백여명까지 늘었다. 1747년 본영을 탕춘대로 옮기고 탕춘대의 이름을 연융대(鍊戎臺)로 개명하였다. 당시 총융청의 체계는 아래와 같다.
- 총융사: 총융청의 최고 책임자이자 본영의 수장인 총융사는 종2품이었다.
- 관성장: 총융청의 중요 업무 가운데 하나는 북한산성의 관리였으며 이를 위해 관성소가 총융청에 편입되었다. 별도의 조직이었던 관성소가 총융청으로 흡수 된 이후 총융청의 중군(中軍)을 겸하였다. 관성장은 정3품의 무관이었다.[12]
- 진영장: 총융청 예하의 각 진영장 정3품의 품계로 내영의 경우 궁궐의 경비를 담당하였고 외영은 속읍의 행정도 함께 담당하였다.
- 장교와 원역: 조선 후기 오군영의 장교는 대부분 양반으로 구성되어 있었고 무과에 급제하여 임명되었다. 각종 사무를 맡아보는 실무담당자인 원역(員役)은 중인이 주로 맡았고 품계 외의 직책으로 각 군영이 자체적으로 선발하였다.[13]
- 정군과 표하군: 하급 군인은 실제 전투병력인 포수, 사수 및 살수 등의 정군(正軍)과 각종 잡역에 배속된 표하군이 있었는데 이들은 군역을 부담하여 징발된 양인들로 충원되었다.[13] 정군은 총융청의 내영과 외영에 배속되었고 본영에는 표하군이 배속되어 행군시 깃발을 들거나 각종 명령의 전달 등을 맡았다. 서울 방어의 핵심이었던 훈련도감과 어영청, 국왕의 친위대였던 금위영 등에 속한 군사들이 주로 급료를 받는 장번군(長番軍)이었던 것과 달리 총융청과 수어청의 병사들은 징병되어 번을 서는 번상군(番上軍)이 주를 이루었다.[10] 총융청 외영의 보군과 마병은 정군과 함께 속오군이 혼성 배치되었다.[3]
- 아병: 아병은 부대 지휘관의 깃발을 들고 호위하는 역할을 맡은 군사이다. 조선 후기 어느 시점에 시작되어 오군영과 각 감영에 배치되었다.[14]
- 승병: 북한산성 방어의 일부는 승병을 동원하여 담당하게 하였고 승려가 입는 옷의 색에서 유래한 이름인 치영(緇營)으로 불린 이들은 총융사가 직접 관리하였다. 숙종 때에는 전국의 승려가 돌아가며 번을 서도록 하였으나 영조 대에 들어 징번을 폐지하고 대신 비용을 부담하게 하여 다른 사람들이 대역하도록 하였다.[15]
- 군수보: 군수보는 군포를 내는 것으로 군역을 대신하는 사람들이었다.[16] 총융청은 이들의 군포를 수취하여 운영 기금을 마련할 수 있었다.
- 취철아병: 오군영은 운영 경비와 무기제작 등에 필요한 재원을 스스로 마련하여야 하였다. 이를 위해 오군영에는 상평통보의 발행 권한이 주어졌다.[17] 취철아병(吹鐵牙兵)은 철광석을 채취하기 위해 모집된 인원으로 이들의 주 업무는 장연군 등지에서 사철을 모으는 일이었다.[18]
- 수첩군관: 조선 시대 군역의 다수는 군역 대상을 기록한 군보에 등록되었으나 쌀이나 군포를 세금으로 내고 군역을 대신하는 경우가 많았다. 수첩군관 역시 군보제에 등록되어 있으나 평소에는 신미(身米)만 납부하다가 유사시에 동원되는 군관이었다. 숙종 시기 수어청에 먼저 도입된 후 각 군영 모두로 확산되었다. 평소 번을 서지 않기 때문에 봄 가을로 활쏘기 등을 시험하는 도시(都試)를 보아 전력을 점검하였고 성적이 우수한 자는 과거 무과 본시험인 전시(殿試)에 곧바로 응시할 수 있는 자격을 주어 자기 훈련의 동기를 부여하였다.[19]
- 별파진: 별파진은 군사적 요충지에 따로 배치된 화기 부대였다.[20]
- 장초군: 장초군은 경기 속오군 중에서 가려 뽑은 병력으로 총융청 소속 둔전에서 모집된 아병과 함께 총융청의 내영을 구성하는 핵심 병력이었다.
- 치중군: 치중군은 각 군영의 물자 수송을 위한 부대였다.[21]

## 역사
이괄의 난과 정묘호란, 병자호란 등을 겪은 조선은 수도 방위의 강화를 위해 도성과 경기 지역을 관할 하는 군영을 설치하기로 하였다. 1624년(인조 2년) 당시 경기감사였던 이서를 기보총융사(畿輔摠戎使)에 임명하여 총융청이 세워졌다. 설치 당시 본영은 사직동 북이영(北二營)이었다.
1626년(인조 4년) 수어청이 분리되면서 총융청의 주요 업무는 도성과 경기북부의 방비로 조정되었다. 설치 초기부터 관할과 편제의 개편이 계속되어 1669년(현종 10년)에 본청을 삼청동(三淸洞)으로 옮겼고 1747년(영조 23년) 북한산성의 경비를 총괄하게 되면서 본청 역시 북한산성 내의 연융대(鍊戎臺)로 이전하였다.
정조 시기에 이르러 총융청과 수어영은 오군영의 다른 군영과 달리 군사적 역할이 유명무실한 상황이 되었다. 1793년(정조 17년) 신설된 장용외영(壯勇外營)으로 이속되었다가 순조 시기 장용영이 혁파되며 다시 환원되기도 하였다. 헌종은 총융영을 총위영으로 개명하고 국왕 근위대 역할에 중점을 두었으나 헌종 사망이후 다시 총융영으로 환원되었다. 이후 북한산성에 계속 주둔하던 총융영은 1884년(고종 21년) 폐지되었다.

## 같이 보기
- 조선군
- 오군영
- 북한산성